# Municipio Independencia (Miranda)
Independencia está localizado en el estado venezolano de Miranda, en el suroeste de la entidad, en la comarca natural de Los Valles del Tuy, posee dos parroquias: El Cartanal y Santa Teresa del Tuy, esta última capital del municipio. Según el INE su población en 2023 era de 172.247 habitantes.
La zona sur del municipio está protegida por el parque nacional Guatopo. En la parte norte corre en dirección oeste-este el río Tuy.

## Fechas históricas
- Fundación 1761 (Desmenbramiento de Santa Lucía).
- Elevación a parroquia de Santa Teresa de Jesús 14 de octubre de 1771 (15 de octubre fiestas patronales de Santa Teresa de Jesús Patrona del municipio Independencia). 14 de octubre de 1771 aquel pequeño pueblo de Santa Teresa del Tuy que diez años antes había empezado a fundarse en el centro que hoy conocemos, ahora se convertía en parroquia de Santa Teresa de Jesús. Y desde entonces cada 15 de octubre celebra sus fiestas patronales en honor a Santa Teresa de Jesús (1515-1582). Se hace la celebración de su fiesta el día 15 asociando este día de 1771 con el de 1582 cuando nuestra patrona según la fe católica inició su vida eterna y celestial.
- Visita Pastoral del Obispo Mariano Marti el 21 de junio de 1783.
- Creación del Distrito Independencia el 5 de diciembre de 1967.
- Cambio a denominación Municipio Independencia 2 de enero de 1990.
- Creación de la Parroquia Cartanal 15 de agosto de 1991 (Celebración de la Patrona de la parroquia Nuestra Señora de la Asunción).

Durante su extensa Visita Pastoral a la diócesis de Caracas entre 1771 y 1784, el Obispo Mariano Martí (Bráfim, Tarragona, España, 1720 – Caracas, Venezuela, 1792) dejó constancia documental sobre la evolución eclesiástica del Pueblo de Santa Teresa de Jesús. En sus anotaciones, Martí escribió:
“Pueblo de Santa Theresa de Jesús. Este territorio que anteriormente correspondía al Curato del pueblo de Santa Lucía, fue desmembrado de él el año de 1761, y erigido conforme a derecho en distinta Parroquia, cuya fundación se principió en una capilla que havia en un sitio no lexos del actual en que ahora se está fundando el pueblo y construyéndose Iglesia.”
Este testimonio confirma que el territorio fue desmembrado del Curato de Santa Lucía en 1761, iniciándose la fundación de la nueva parroquia en torno a una capilla primitiva, ubicada cerca del emplazamiento actual del pueblo.
La elevación formal a parroquia se concretó en el año 1771, por disposición del entonces obispo de Caracas, Diego Antonio Díez Madroñero (Talarrubias, Badajoz, España, 1714 – Valencia, Venezuela, 1769), quien había promovido la reorganización eclesiástica de varias comunidades del centro-norte del país antes de su fallecimiento.

## Símbolos Municipales

### Himno
Autor: Prof. Pedro Gerardo Suárez
CORO
Tereseño levanta tu voz, que resuene con fuerza y valor y que el canto te inspire la meta
de justicia, de paz y de honor.
Tereseño levanta tu voz, que resuene con fuerza y valor y mantén en tu canto la lucha
para hacer de este pueblo el mejor.
PRIMERA ESTROFA
Que el escudo y bandera proclame, nuestras luces y fuerza moral, rescatando nuestra democracia, respetando nuestra identidad.
SEGUNDA ESTROFA
Que el labriego a su campo regrese, al cacao y al cañaveral y el Río Tuy con sus aguas le bañe, 
como símbolos de libertad.
TERCERA ESTROFA
Es Guatopo pulmón de este valle con riachuelos y fresco verdor tan gentil es su naturaleza,
que nos brinda pureza y amor.
CUARTA ESTROFA 
Que el maestro la escuela te ofrezca, la herramienta para trabajar, y el Tuyero en su golpe
nos cante nuestra música tradicional.

### Escudo
El escudo en su descripción narra la historia del municipio Independencia.
El libro abierto sobre el escudo es alegórico a la condición de escritora de la patrona Santa Teresa de Jesús.
La imagen de la Patrona Santa Teresa de Jesús nacida en Ávila España en 1515 y fallecida en 1582 siempre se identifica en las alegorías por vestir como monja carmelita y llevar en las manos un libro.
La franja azul es alegórica al limpio y caudaloso río Tuy de otros siglos y sus estrellas la mayor representa la parroquia Santa Teresa y la menor la parroquia Cartanal.
La chimenea de piedra junto a las nuevas industria se refiere a la economía agropecuaria del pasado y la economía industrial, comercial y de servicio del presente.
La montaña de Guatopo es alegórica al territorio de más de un 50 % que ocupa este parque en el municipio Independencia; junto a la montaña vemos el puente viejo construido en 1924 y los rieles del ferrocarril del pasado.
El avión militar AT-6 sobre Santa Teresa del Tuy, el 13 de septiembre de 1945 piloteado por el Sargento Primero Luis Enrique Ochoa, hace un aterrizaje forzoso en el pueblo tereseño y se convierte en el primer aterrizaje de una aeronave en tierras del estado Miranda.
Las ramas de café, cacao y caña de azúcar son alegóricas a la producción agropecuaria del pasado tereseños.
Las cintas con los colores de la bandera (fucsia alusiva a las razas de blancos, indios y negros) y el azul del río Tuy limpio y cristalino de siglos pasados encierra las fechas más importantes del municipio.
1761 Fundación se da esta fecha sobre la base de lo expresado por el obispo Martí donde expresa el desmembramiento de Santa Teresa de Santa Lucía en ese año ya que se estaba fundando como nuevo pueblo.
1771 Parroquia corresponde a la creación de la parroquia el 14 de octubre y cuya celebración anual motiva las fiestas patronales cada 15 de octubre.
1783 Visita Pastoral del Obispo Mariano Martí (describe en detalles la vida del pueblo).
1967 Distrito corresponde esta fecha al momento en que la Asamblea Legislativa del estado Miranda creó el Distrito Independencia el 5 de diciembre con capital en Santa Teresa del Tuy.
1990 – cambia la denominación político territorial a municipio con dos parroquias: la Antigua Santa Teresa del Tuy y la nueva parroquia Cartanal.

### Bandera
La bandera del municipio Independencia es una alegoría mediante sus dos franjas a la identidad del pueblo tereseño (aplicando el gentilicio a los nacidos y quienes llegaron para quedarse).
La franja azul horizontal es alegórica al caudaloso y cristalino río Tuy de otros siglos, el cual atraviesa al municipio Independencia en su recorrido de oeste a este. El río Tuy se puede considerar la fuente de vida de los pueblos tuyeros.
La franja fucsia es alegórica a las razas que poblaron nuestro pueblo tereseños en sus orígenes: los blancos conquistadores españoles dueños de haciendas, los negros esclavizados para la producción agropecuaria y los indígenas de la etnia Quiriquires y Mariches que habitaron esta tierra dividiendo ambos territorios indígenas en el punto donde desemboca el Guaire al Tuy.
El escudo al centro de la bandera reseña los aspectos más importantes de carácter socioeconómico, sociopolítico y sociocultural del municipio Independencia.

## Geografía
El área del municipio es de 284 km², con una población  de 172.247 hab. para el año 2023 según el INE 83.798 hab. en la parroquia Sta Teresa 88.449 hab. en la parroquia Cartanal.
La población electoral del municipio en 2015 según el CNE es de 91.131 electores.
El parque nacional Guatopo fue creado en 1958 y ocupa más del 50 % de la superficie del municipio Independencia, específicamente en la parte correspondiente a la parroquia Santa Teresa
del Tuy.
En este municipio es justamente donde el río Guaire desemboca en el río Tuy, específicamente al oeste de la población de Santa Teresa.

### Situación Astronómica
Se localizada entre las coordenadas geográficas 66° 39′ 46″ de longitud y 10°14′46″ de latitud.
A.S.N.M.:
La altura oficial de Santa Teresa del Tuy sobre el nivel del mar es de 160 metros.

### Clima
La temperatura promedio en los pueblos del Tuy es de 26 °C pudiendo llegar a los 30 °C en época de calor.

## Política y gobierno

### Alcaldes
| Período                            | Alcalde                      | Partido político / Alianza | % de votos | Notas |
| ---------------------------------- | ---------------------------- | -------------------------- | ---------- | --- |
| 1989 - 1992                        | Freddy Camacaro              | AD                         | 44,71      | Primer alcalde bajo elecciones directas |
| 1992 - 1995                        | Freddy Camacaro              | AD                         | 39,73      | Reelecto |
| 1995 - 2000                        | Carlos Conde Díaz            | AD                         | -          | Segundo alcalde bajo elecciones directas (se realizaron elecciones generales adelantadas en el 2000 debido a la aprobación de la Constitución de 1999) |
| 2000 - 2004                        | Wirmer Andrés Salazar Zamora | MAS                        | 52,02      | Tercer alcalde bajo elecciones directas |
| 2004 - 2008                        | Wirmer Andrés Salazar Zamora | PODEMOS                    | 50,43      | Reelecto |
| 2008 - 2013                        | Ramón Malave Valencia        | PSUV                       | 69,21      | Cuarto alcalde bajo elecciones directas (se postergan 1 año las elecciones municipales pautadas para finales del 2012)                                 |
| 2013 - 2017                        | Carlos Rodríguez Márquez     | PSUV                       | 65,77      | Quinto alcalde bajo elecciones directas |
| 2017 - 2021                        | Ismael Capinel               | PSUV                       | 83,18      | Sexto alcalde bajo elecciones directas |
| 2021 - 2025                        | Rayner Pulido                | PSUV                       | 55,00      | Séptimo alcalde bajo elecciones directas |
| Fuente: Consejo Nacional Electoral |                              |                            |            | |

### Concejo Municipal
Período 2021 - 2025
| Concejales        | Partido político / Alianza |
| ----------------- | -------------------------- |
| Jesus Rivas       | PSUV                       |
| Sor Gómez         | PSUV                       |
| Luis Nieto        | PSUV                       |
| Yusbelys Avila    | PSUV                       |
| Zurby Purica      | PSUV                       |
| Yereima Guzman    | PSUV                       |
| Alexander Hidalgo | PSUV                       |
| Luis Serrano      | PSUV                       |
| Juan Granado      | FV                         |

## Cronología tereseña  Patrimonios del municipio
1967- Se decreta el 5 de diciembre la creación del Distrito Independencia. Contamos con la urb. "Las Flores" y "El Habanero".
1968- Se instala la sede del Banco Unión, luego se instalaran otras instituciones bancarias.
1971- La población es de 14.536 habitantes. Se cumplen 200 años de elevación a parroquia, se estrena la nueva estatua del Libertador.
Se conmemoran los 200 años de la parroquia con la inauguración de la nueva plaza y estatua de Simón Bolívar y la asistencia del Presidente Caldera y el gobernador Daniel Scott. Se desarrollan las urbanizaciones industriales El Cujial y Dos Lagunas.
Contamos con el Registro Subalterno. Se pone en servicio el nuevo acueducto.
1973- Se inaugura "Ciudad Losada"; Empieza a desarrollarse nuevas urbanizaciones.
En esta década se crean diversas instituciones privadas. Y varios bancos comerciales.
En esta década se crea la Banda Ciudadana y el Club de Leones. Se crea en esta década el grupo médico Independencia con varias especialidades.
1976- Se inicia el desarrollo industrial de Paraíso del Tuy con el apoyo de Corpoindustria para descongestionar a Caracas. Es posible adquirir un apartamento con Bs. 50.000 de inicial y un carro con Bs. 15.000 de inicial.
Década de los 80. Según el censo somos 36.329 hab.
En esta década continúa la construcción de edificios en el centro de la población y en la urbanización Las Flores, se construye la urbanización La Esperanza, se inician primero el desarrollo urbanístico de Las Dos Lagunas y luego el de Cartanal que en pocos años se constituirán en parroquia.
Es una década en la cual se celebran carnavales turísticos con carrozas durante varios años.
1989 - Vivimos en Santa Teresa el sacudón del 27 y 28 de febrero, comercios totalmente saqueados y la represión de la policía y el ejército para controlarlos.
Década de los 90. Vivimos los golpes de estado. Un sentimiento de apoyo a los comandantes se generó en la comunidad.
Somos noticia por crímenes sin solución, y el incremento delictivo.
Vivimos la quiebra de los bancos Latino e Italo en sus sedes locales. Funciona la Cámara de Comerciantes e Industriales.
Tenemos dos parroquias Santa Teresa y Cartanal que celebra su fecha aniversaria de constitución el 15 de agosto de 1991.
Dejamos de ser distrito por la Ley de Régimen Municipal y pasamos a ser Municipio Autónomo Independencia con la nueva figura del Alcalde representada primero por Freddy Camacaro y luego por Carlos Conde.
Vivimos por un día la crecida y desborde del caudaloso río Tuy de otros siglos.
El 15 de octubre de 1998 se efectúa la sesión solemne en la plaza Bolívar en honor a Santa Teresa de Jesús, el orador de orden es el Dr. Fernando Miralles Presidente de Venezolana de Televisión.
Se empieza hablar de 300.000 hab. extraoficialmente.
12 de marzo de 1999, se celebra con un desfile el Día de la Bandera el orador de orden el la plaza Miranda es Jesús Antonio Silva.
15 de octubre de 1999, se celebra la sesión solemne en honor a Santa Teresa de Jesús, siendo el orador de orden el gobernador del Estado Miranda Enrique Mendoza, quien bautiza el Libro del Profesor Rafael González "Homónimos y Epónimos de Santa Teresa" la misa fue oficiada por el obispo Ovidio Pérez Morales.
2000
Santa Teresa del Tuy como capital del municipio Independencia llega al año 2000 con una población de crecimiento acelerado, cada año surgen nuevas instituciones educativas, el comercio ocupa prácticamente toda la fachada de las calles del principales y transversales de la población; las barriadas populares ocupan todo el municipio, los servicios se hacen insuficientes y la política se vive activamente, la cultura se esfuerza por tener su lugar.
El municipio Independencia también recibe parte de la población del estado Vargas, la cual contribuirá a incrementar el censo del próximo 2001.
El 8 de agosto de 2000 el Dr. Wilmer Andrés Salazar Zamora se juramenta como nuevo Alcalde del Municipio Independencia.
El 15 de octubre, se celebra la sesión solemne en honor a Santa Teresa de Jesús, siendo el orador de orden Jesús Antonio Silva autor de "Santa Theresa. Más de 235 años", la misa es oficiada por el Obispo Trino Valera.
2001
En este año la nota comercial más notable fue el haberse instalado la empresa McDonald's.
Una antigua tradición "La Santísima Cruz de Mayo" es rescatada el 3 de mayo por un proyecto de Jesús Silva y ejecutado por el alcalde Wilmer Salazar.
El 19 de abril en sesión solemne se juramenta el Consejo Consultivo de la Orden General en Jefe 
José Félix Ribas integrado por el Top. Jesús Silva Yrazabal, Lic. José Luis Díaz y el Prof. Eladio Sánchez.
15 de octubre se celebran las fiestas patronales en honor a Santa Teresa del Jesús, el orador de orden es el Lic. Germán Lejter fundador del centro cultural Juan España.
2002
28 de febrero, se efectúa la sesión solemne en honor a la juventud, y se otorga por primera vez la Condecoración Municipal "General en Jefe José Félix Ribas" diseñada por el Consejo de la Orden.
15 de octubre se celebran las fiestas patronales en honor a Santa Teresa de Jesús la misa es oficiada por el Obispo Monseñor Ovidio Pérez Morales, el orador de orden en la sesión solemne del municipio Independencia es Joseh Dao.
2019
Este año se ´producen dos mega apagones a nivel nacional el 7 y 25 de marzo, se sienten también el Santa Teresa del Tuym sobre todo en Hospitales y CDI, como consecuencia se interrumpa el servicio de agua y en las plataformas bancarias.
PATRIMONIOS INSTITUTO DE PATRIMONIO CULTURAL 
```
 PROVIDENCIA 012/05 30 de junio de 2005
```

```
La creación indivivual
=Martina Aguilar, artista plástico.
=Milagros Monasterios, cantante.
=Asociación Civil Cabrestero.
=Pedro Gerardo Suárez.
=Hernan Lejter, cultor.
=Jesús Antonio Silva, cronista municipal.
=Eduardo Colorao Monasterios; pelotero.
=José Luis Díaz.
=Jesús María Paz, apicultor.
=Carlos Vilera, músico.
=Anarilis Silva, coreógrafa.
=Crucito Mena, lutier.
=Ángel Joel Martínez González, poeta.
=Metodio Ibarra, periodista.
=Marvelis María de Aguiler Milla, creadora.
=José Ivaá Espimosa Gamara, cultor.
=Miguel Antonio Villori, cultor.
=Iris Zerpa, cultora.
=Anselmo Soto, director.
=Antonio Ponce músico.
=Sergio Antonio Gil Martínez, mago.
=Jacinta Castro Oliveros, enfermera.
=Teodorito Delgado Acosta, Teodorito.
=Juan Arias, curandero.
=Alexis Villamizar.
=José Gregorio Carmona.
=Freddy Mendoza, coreógrafo.
=Rafael González, músico.
=Danzas Frailejo.
=Oleydis Castillo, coreógrafa.
=Elauterio Soto Díaz, El Morocho.
=Zoraida Echenique Reverón, artista plástico.
=Manuel Fulgencio Cañizares, sacerdote.
=Angélica Aguilar, poetisa.
=José Francisco Gómez, músico.
=Juan Carlos Bracamonte, director.
=Ximeba Hidalgo, actriz.
=Luis Javier Rivera Sequera, actor.
=Martin Rada, pelotero.
=Saúl Palacios, director.
=Carmen González de Díaz, docente.
=Matilde González, voluntaria.
=Gregorio Rodríguez, artista plástico.
=Centro de Animación y Orientación Cultural Federico Bello Klie.
=Elsy González, Nadre cuidadora.
=Enrique Mata, coreógrafo
=Ángel Alemán, cronista.
=Oswaldo Prado, músico.
=Símbolos municipales, bandera, escudo, himno.
=Coral Pedro Liendo.
=Grupo Carimbo, samba y tambor.
=Néstor José Herrera Rodríguez, músico.
=Ceil Antonio Pérez, cantante.
=Fermina Machado, catequista.
=José Rafael Cerezo, poeta.
=Pedro Cimaco Cordeva Medita, creador.
=Violeta Martínez, músico.
=Manuel Germán Díaz Freites, cronista.
=Publicaciones periódicas de Santa Teresa.
=Juan José Martínez Muñoz, administrador eclesiástico.
=Rafael González, docente, periodista.
=María Armando, bailarima.
=Crisanto Bonilla, director.
=Víctor Felipe Solarzano, director.
=Corporativo Cultural Venezuela Brilla.
=Raíces del folclor, danzas venezolanas.
=Teresa Carmona, enfermera.
=Ventas de dulces criollos.
=La parranda del pueblo.
```

'Los objetos' 
```
=Colección de imágenes de la capilla Santa Isabel de Hungría.
=Colección de imágenes de la Capilla de Tpmuso.
=Colección de imágenes de la capilla El Cristo de Ciudad Losada
=Colección de imágenes de la gruta de El Nazareno
=Colección de objetos de Antonio Rondón
=Colección de Jesús María Paz
=Colección de imágenes iglesia de Santa Teresa de Jesús
=Colección de imágenes de la capilla N.S. de la Asunción de Cartanal
=Colección de cámaras fotográficas de Mario Echendía
=Colección de cámaras fotográficas de Alexis Villamizar.
=Lámparas de gasolina y queroseno.
=Las alpargatas.
=El pilón de maíz.
=Máquina de coser.
=Plancha
```

```
'
Lo construido'

=Plaza Bolívar.
=Plaza Miranda.
=Plaza Santa Teresa de Jesús.
=Plaza Miranda.
=Plaza de Tomuso.
=Plaza de Cartanal.
=Plaza de El Rincón "Padre Cañizares.
=Puente Viejo.
=Estación del ferrocarril
=Cementerio municipal Santa Teresa
=Estadiun Martín Rada
=Casa de la cultura Juan España
=Casa parroquial
=Himno teresiano eclesiástico
=Diario Ecos Web
=Restaurante El Paraíso
=Cementerio municipal
=Universidad Simón Rodríguez
=Biblioteca Juan Vicente González
=Universidad Nacional Experimental Simón Rodríguez
=Barrio San José
=Barrio El Vizcaíno
=Caserío El Tomuso
=Parque nacional Guatopo.
=Río Tuy.
=Morocopito.
=Quebrada de Morocopito. 
=Abasto y carnicería Las delicias del campo.
=Casa antigua de la familia Rondón.
=Urb. Gral. Mibelli.
=Urb. Luis Tovar.
=Urb. Las Flores.
=Urb. Dos Lagunas.
=Sector Rancho Grande.
=Grupo escolar nacional Río Chico.
=Colegio Padre Manuel Cañizares.
=Capilla Padre Pío.
=Capilla N.S. de la Asunción de María.
=Capilla Santa Isabel de Hungría.
=Capilla Santo Cristo, Santuario del Divino Niño.
=Capilla de N.S. de Coromoto.
=Casa parroquial Santa Teresa.
=Capilla San Rafael.
=Parroquia El Cartanal.
=Biblioteca Juan Vicente González.
=Manga de Coleo Ángelo Hernández.
```

LA TRADICIÓN ORAL
```
=Toponimia de Santa Teresa del Tuy
=Toponimia de la parroquia Cartanal
=Dulce cabello de ángel
=Conserva
=Conservas de coco
=Cacahapa de budare
=Cachapa de hoja
=Hallaca
=Cruzado
=Urbanización Paraíso del Tuy
=Hacienda Mopia
=Historia de la concha acústica
=Familia Blanco, servicio postal
=Juan Domingo Paulo, primer tereseño bautizado
=Leyenda del silbido del ánima sola
=Los quiriquires primeros pobladores.
=Historia de Santa Teresa del Jesús.
=Marcos Alfredo Aponte, curandero.
=Juan Arias, curandero.
=Antonia Rondón, curandera.
=Irma Maggiolo de Schiavinato.
=Gilberto Espinosa, farmacéutica.
=Costumbres de las damas y caballeros de Santa Teresa.
=Celebraciones familiares.
=Cruce de aros.
=Costumbre de persignarse.
=Influencia religiosa de los primeros moradores de Santa Teresa.
=Visita pastoral del obispo Mariano Martí.
```